# François Dufour (syndicaliste)
Pour les articles homonymes, voir François Dufour et Dufour.
François Dufour, né le 18 février 1953 à Saint-Senier-de-Beuvron (Manche), est un agriculteur, syndicaliste agricole et un homme politique français. Cofondateur et vice-président d'ATTAC France, il a été le quatrième porte-parole du syndicat Confédération paysanne de 1996 à 2000, candidat aux élections européennes de 2009 dans la région Nord-Ouest en seconde position de la liste Europe Écologie, puis tête de liste des écologistes aux régionales de 2010, il est vice-président du conseil régional de Basse-Normandie chargé de l'agriculture jusqu'en 2015.

## Biographie
Originaire du département de la Manche, il s'implique très jeune dans le syndicalisme agricole, participant notamment à la Jeunesse agricole chrétienne.
Agriculteur producteur de lait et de jus de pomme dans le sud Manche, il s'engage à peine installé aux côtés de Bernard Lambert, le député paysan de la Loire-Atlantique, dans le mouvement des paysans-travailleurs, un syndicat se fixant pour but de tisser des liens avec les autres laissés pour compte, les ouvriers. En 1987, la Confédération paysanne est issue de l'histoire de la gauche paysanne, et François Dufour devient un des chefs de file pour le département de la Manche. 
Son activité syndicale ne lui fait pas oublier sa première raison de vivre, la terre et la nature. La critique de l'agriculture industrielle et du productivisme ne doit pas rester dans le domaine des idées. Il modifie peu à peu sa manière de travailler et cherche à se tourner vers l'agriculture biologique. Tandis que depuis quelques dizaines d'années, le maïs ensilage est l'usage pour nourrir les vaches de race prim'holstein et produire du lait cru réfrigéré voué à l'industrie agroalimentaire, Dufour choisit l'élevage bovin traditionnel à base d'herbe. Il passe alors pour un doux rêveur dans son canton. Il cultive des pommiers dont il transforme la production en jus de pomme et se diversifie en lançant un élevage de volailles élevées en plein air. Les résultats économiques sont là, probants, et François Dufour valorise mieux le lait de ses vaches que ses collègues qui suivent les conseils des techniciens de l'agro-industrie. Cette réussite économique contribue à renforcer sa notoriété qui dépasse de loin les limites du canton d'Avranches dans la Manche. 
Sous son impulsion, la Confédération paysanne s'est résolument engagée dans le mouvement social en menant des actions de revendications avec des associations telle que « Droits devant » ou « Droit au logement ! ». 
Porte-parole de la Confédération paysanne en août 1999, lorsque des paysans et militants de l'Aveyron démantèlent un restaurant Mac Donald's à Millau pour protester contre une décision de l'OMC, il a su gérer l'incarcération de José Bové, ce qui a contribué à faire connaître la Confédération paysanne au grand public.
Conscient des dangers que la globalisation libérale fait peser sur le monde paysan européen, François Dufour a participé à toutes les grandes manifestations contre l'Organisation Mondiale du Commerce (OMC). Il était présent aux grandes manifestations à Genève, à Seattle, à Doha et à Cancún au Mexique en 2003.
François Dufour est impliqué dans de nombreux mouvements de désobéissance civique. Il a participé à des actions de destructions de maïs et de colza transgéniques (OGM) avec son compagnon de lutte José Bové. Il s'est engagé aux côtés des paysans affectés par le passage de ligne électrique à haute tension sur leurs terres. Il est également un opposant déclaré à la politique énergétique nucléaire de l'État français.
François Dufour a représenté la Confédération paysanne au sein du Conseil d'administration du mouvement altermondialiste Attac dont il a été un des vice-présidents de 2004 à 2006.
Il est candidat aux élections européennes de 2009 dans la région Nord-Ouest en seconde position de la liste Europe Écologie, derrière Hélène Flautre. La liste ayant remporté 12,10 % des voix aux élections européennes du 7 juin 2009, François Dufour n'est pas élu au Parlement européen. Toutefois, la France ayant obtenu deux eurodéputés supplémentaires dans le traité de Lisbonne, la logique démographique aurait voulu que ce soit notamment François Dufour qui en bénéficie. Malgré cela, le gouvernement français a décidé - contre toute attente - de désigner ces deux élus au sein du Parlement national. 
François Dufour a été la tête de liste régionale d'Europe Écologie Basse-Normandie pour les élections régionales de mars 2010. La liste a obtenu 12,01 % des suffrages exprimés, ce qui a permis d'élire 9 conseillers régionaux écologistes. François Dufour est devenu vice-président du conseil régional chargé de l'agriculture et des territoires ruraux. 
Candidat aux élections régionales 2015 sur la liste du président socialiste sortant, Nicolas Mayer-Rossignol, il n'est pas élu, la gauche passant dans l'opposition régionale. Il retrouve un siège lors de la démission de Stéphane Travert en décembre 2017.

## Filmographie
- Chronique d'un printemps paysan - d'Arras à Millau, le tour de France de José Bové et François Dufour, de Herta Alvarez-Hernaez, 2001